# Таверна (Матера)
Таверна (итал. Taverna) је насеље у Италији у округу Матера, региону Базиликата.
Према процени из 2011. у насељу је живело 22 становника. Насеље се налази на надморској висини од 17 м.